# احتجاجات بابوا 2019
احتجاجات بابوا 2019 هي احتجاجات إندلعت بابوا الغربية في إندونيسيا ضد الحكومة الأندونيسية، إندلعت هذه الاحتجاجات على خلفية ما اعتُبر إساءة معاملة طلاب من إقليم بابوا في جاوا، المظاهرات شملت جميع مدن الإقليم ووصلت إلى المطالبة بإقامة استفتاء لأجل انفصال الإقليم عن إندونيسيا. قامت الشرطة الاندونيسية باعتقال العديد من المتظاهرين بتهمة عدم احترام العلم الاندونيسي.